# Luis Alberto Restrepo
Luis Alberto Restrepo (Medellín, 9 de maig de 1956) és un productor i director de cinema i televisió colombià, reconegut per destacar a La pasión de Gabriel i La primera noche. És productor i director de sèries i telenovel·les de Caracol Televisión. El 2019 va dirigir el seu darrer llargmetratge Amigo de nadie.

## Filmografia

### Televisió
- La nocturna (2017)
- Cuando vivas conmigo (2016)
- Las hermanitas Calle (2016)
- Esmeraldas (2015)
- 5 viudas sueltas (2013)
- La selección (2012)
- La Bruja (2011)
- El Cartel (2010)
- Las muñecas de la mafia (2009)
- ¿Quién amará a María? (2008)
- Sin tetas no hay paraíso (2007)
- La saga, negocio de familia (2004)
- La costeña y el cachaco (2003)
- La dama del pantano (1999)
- Me llaman Lolita (1998)
- La mujer del presidente (1997)
- Sabor a limón (1996)

### Cinema
- Amigo de nadie (2019)
- La pasión de Gabriel (2008)
- La primera noche (2003)
- Taxi (1993)

## Premis i nominacions

### Premis India Catalina
| Any  | Categoria                               | Telenovel·la o Sèrie     | Resultat  |
| ---- | --------------------------------------- | ------------------------ | --------- |
| 2020 | Millor director de telenovel·la o sèrie | Bolívar                  | Guanyador |
| 2016 | Millor director de telenovel·la o sèrie | Las hermanitas Calle     | Guanyador |
| 2014 | Millor director de telenovel·la o sèrie | La selección             | Guanyador |
| 2014 | Millor director de telenovel·la o sèrie | 5 viudas sueltas         | Nominat   |
| 2012 | Millor director de telenovel·la o sèrie | La bruja                 | Nominat   |
| 2010 | Millor director de telenovel·la o sèrie | Las muñecas de la mafia  | Nominat   |
| 2009 | Millor director de telenovel·la o sèrie | El cartel                | Guanyador |
| 2007 | Millor director de telenovel·la o sèrie | Sin tetas no hay paraíso | Guanyador |
| 1996 | Millor director de telenovel·la o sèrie | Pecado santo             | Nominat   |

### Premis Tv y Novelas
| Any  | Categoria       | Telenovel·la o Sèrie     | Resultat  |
| ---- | --------------- | ------------------------ | --------- |
| 2016 | Millor director | Las hermanitas Calle     | Guanyador |
| 2014 | Millor director | La selección             | Nominat   |
| 2010 | Millor director | Las muñecas de la mafia  | Nominat   |
| 2009 | Millor director | El Cartel                | Nominat   |
| 2007 | Millor director | Sin tetas no hay paraíso | Nominat   |
| 2004 | Millor director | La costeña y el cachaco  | Nominat   |
| 2000 | Millor director | Me llaman Lolita         | Nominat   |